# Trofeo Matteotti 1993
Il Trofeo Matteotti 1993, quarantottesima edizione della corsa, si svolse il 1º agosto 1993 su un percorso di 202,2 km, con partenza e arrivo a Pescara, in Italia. La vittoria fu appannaggio dell'italiano Alberto Elli, che completò il percorso in 5h16'46", alla media di 38,299 km/h, precedendo i connazionali Bruno Cenghialta e Marco Giovannetti.

## Ordine d'arrivo (Top 10)
| Pos. | Corridore           | Squadra                           | Tempo    |
| ---- | ------------------- | --------------------------------- | -------- |
| 1    | Alberto Elli        | Ariostea                          | 5h16'46" |
| 2    | Bruno Cenghialta    | Ariostea                          | a 0'33"  |
| 3    | Marco Giovannetti   | Mapei-Viner                       | s.t.     |
| 4    | Fabio Roscioli      | Carrera Jeans-Tassoni             | a 1'34"  |
| 5    | Andrei Tchmil       | GB-MG Maglificio                  | a 1'49"  |
| 6    | Gianluca Bortolami  | Lampre-Polti                      | s.t.     |
| 7    | Andrej Teterjuk     | Mapei-Viner                       | s.t.     |
| 8    | Claudio Chiappucci  | Carrera Jeans-Tassoni             | s.t.     |
| 9    | Michele Bartoli     | Mercatone Uno-Mendeghini-Zucchini | s.t.     |
| 10   | Giuseppe Calcaterra | Amore & Vita                      | s.t.     |